# Svenska Familj-Journalen

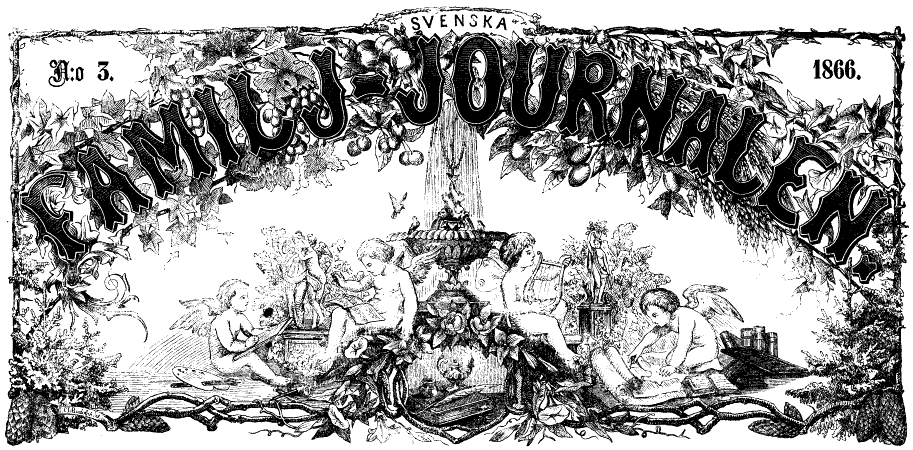
Svenska Familj-Journalens logotyp

Svenska Familj-Journalen var en tidskrift (Libris 2809216) utgiven 1864-1887 av Christian Gernandt i Halmstad, som 1875 också tog initiativet till Nordisk familjebok.
Gernandt ville med Svenska Familj-Journalen skapa en svensk motsvarighet till de tyska kolportagetidskrifterna. Tidningen hade en svensk nationell prägel. En lång artikelserie i tidningen var "Ett fosterländskt bildergalleri", där över hundra historiskt betydelsefulla svenskar porträtterades i text och bild. Gernandt marknadsförde tidningen hårt via annonsering, och använde knep som lotterier, pristävlingar och olika prenumerationspremier. Redan 1870 låg upplagan runt 40 000 exemplar, vilket betyder att Svenska Familj-Journalen då bör ha varit den mest spridda tidningen.
I början av 1870-talet flyttade tidningen till Stockholm, detta sedan det blivit svårt för det järnvägslösa Halmstad att distribuera den svällande upplagan. Det blev en tillfällig nedgång i upplagan de följande åren och Gernandt blev flera gånger åtalad för brott mot lotterilagen. Men mot slutet av 1870-talet hade upplagan återigen ökat, nu till cirka 70 000 exemplar. Därmed var dock maximum uppnådd.
Under 1880-talet minskade upplagan. En av flera orsaker var att lotterilagen skärptes vilket också minskade möjligheterna att dela ut premievinster. Gernandt lämnade tidningen och sedan slogs den ihop med den nystartade tidningen Svea och blev Svenska Familj-Journalen Svea (Libris 2875389), som gavs ut mellan 1886 och 1895.